# Deutsche Fußballmeisterschaft 1941/42
Die 35. deutsche Meisterschaftssaison 1941/42, die dritte Kriegsmeisterschaftssaison, kehrte bei der Meisterschaftsendrunde wieder zum K.-o.-System zurück.
Die Rückkehr zum K.-o.-System war bedingt durch die immer spürbareren Kriegsauswirkungen; dies betraf insbesondere die Treibstoff- und Transportmittelsituation, mit der die Reisen der Vereine zu den Auswärtsspielen immer schwieriger wurden. Daher wurden ab Februar 1942 von der Reichssportführung Auswärtsreisen über 50 km verboten. Allerdings waren die Meisterschaftsspiele davon ausgenommen, doch mit der Rückkehr zum K.-o.-System sollte die Anzahl der weiten Reisen reduziert werden.
Ein weiterer Grund war die Ausweitung der Sportbereiche auf nunmehr 25, was einerseits auf den Anschluss weiterer Gebiete an das Deutsche Reich, andererseits aber auch auf die verkehrsbedingten Sportbereichsteilungen zurückzuführen war. So wurden im Westen die neuen Sportbereiche Westmark und Moselland geschaffen. Der Sportbereich Westmark umfasste das angeschlossene Lothringen sowie die Gebiete des Saarlands und der Pfalz, die vom Sportbereich Südwest abgetrennt wurden, dem Sportbereich Moselland wurden Luxemburg sowie die vom Sportbereich Mittelrhein abgetrennte Moselregion angegliedert. Die beiden reduzierten Sportbereiche Südwest und Mittelrhein wurden nun in Hessen-Nassau und Köln-Aachen umbenannt. Zur besseren Unterscheidung taufte man zudem den bisherigen Sportbereich Hessen in Kurhessen um. Die Reiseproblematik hatte zur Folge, dass man zudem den Sportbereich Schlesien in die Bereiche Niederschlesien und Oberschlesien teilte.
Auch in anderer Beziehung wirkten sich die Kriegsfolgen zunehmend negativer aus. Immer weniger Spieler standen den Vereinen durch die Einberufung in den Kriegsdienst zur Verfügung. Besonders betroffen waren davon allerdings zunächst nur die unteren Klassen, wo der Spielbetrieb vor allem auf Kreisebene vielerorts zusammenbrach.
Witterungsbedingt wurde der Beginn der Meisterschaftsendrunde verschoben, nachdem diese nach Abschluss der Gaumeisterschaften am letzten Märzwochenende ursprünglich ab dem 5. April beginnen sollte.
In der deutschen Meisterschaft kam es in dieser Saison zum dritten Gelsenkirchen-Wiener Duell. Dabei stand dem FC Schalke 04 in diesem Jahr die Mannschaft von First Vienna FC 1894 gegenüber, die das Finale auch dominierte, jedoch ihre deutliche Überlegenheit nicht in Tore ummünzen konnte. So konnte am Ende der FC Schalke 04 überaus glücklich mit 2:0 als Sieger den Platz verlassen und in seinem 9. Finale seinen nunmehr 6. deutschen Meistertitel einfahren. Die Schalker zogen damit mit dem bisherigen Rekordtitelträger 1. FC Nürnberg gleich.

## Teilnehmer an der Endrunde
| Verein                           | Qualifiziert als                                    |
| VfB Königsberg                   | Meister der Sportbereichsklasse Ostpreußen          |
| Luftwaffen-SV Pütnitz            | Meister der Sportbereichsklasse Pommern             |
| Blau-Weiß 90 Berlin              | Meister der Sportbereichsklasse Berlin-Brandenburg  |
| Germania Königshütte             | Meister der Sportbereichsklasse Oberschlesien       |
| SpVg Breslau 02                  | Meister der Sportbereichsklasse Niederschlesien     |
| Planitzer SC                     | Meister der Sportbereichsklasse Sachsen             |
| SV Dessau 05                     | Meister der Sportbereichsklasse Mitte               |
| Eimsbütteler TV                  | Meister der Sportbereichsklasse Nordmark            |
| Werder Bremen                    | Meister der Sportbereichsklasse Niedersachsen       |
| FC Schalke 04                    | Meister der Sportbereichsklasse Westfalen           |
| SV Hamborn 07                    | Meister der Sportbereichsklasse Niederrhein         |
| VfL Köln 1899                    | Meister der Sportbereichsklasse Köln-Aachen         |
| Borussia Fulda                   | Meister der Sportbereichsklasse Kurhessen           |
| FV Stadt Düdelingen              | Meister der Sportbereichsklasse Moselland           |
| Kickers Offenbach                | Meister der Sportbereichsklasse Hessen-Nassau       |
| 1. FC Kaiserslautern             | Meister der Sportbereichsklasse Westmark            |
| SV Waldhof 07                    | Meister der Sportbereichsklasse Baden               |
| SG SS Straßburg                  | Meister der Sportbereichsklasse Elsass              |
| Stuttgarter Kickers              | Meister der Sportbereichsklasse Württemberg         |
| 1. FC Schweinfurt 05             | Meister der Sportbereichsklasse Bayern              |
| Luftwaffen-SV Olmütz             | Meister der Sportbereichsklasse Sudetenland         |
| First Vienna FC 1894             | Meister der Sportbereichsklasse Donau-Alpenland     |
| HUS Marienwerder                 | Meister der Sportbereichsklasse Danzig-Westpreußen  |
| SG Ordnungspolizei Litzmannstadt | Meister der Sportbereichsklasse Wartheland          |
| Luftwaffen-SV Boelcke Krakau     | Meister der Sportbereichsklasse Generalgouvernement |

## Qualifikationsrunde
| Datum        |                      | Ergebnis             |                      | Stadion                            |
| ------------ | -------------------- | -------------------- | -------------------- | ---------------------------------- |
| 10. Mai 1942 | SV Hamborn 07        | 1:1 n. V. (1:1, 0:1) | SV Werder Bremen     | Duisburg, Platz an der Buschstraße |
| 10. Mai 1942 | Borussia Fulda       | 0:2 (0:1)            | SV Dessau 05         | Fulda, Stadion Johannisau          |
| 10. Mai 1942 | 1. FC Kaiserslautern | 7:1 (4:1)            | SV Waldhof 07        | Kaiserslautern, Betzenbergstadion  |
| 10. Mai 1942 | HUS Marienwerder     | 1:7 (1:1)            | VfB Königsberg       | Danzig, Albert-Forster-Stadion     |
| 10. Mai 1942 | FV Stadt Düdelingen  | 0:2 (0:2)            | FC Schalke 04        | Luxemburg, Stadion                 |
| 10. Mai 1942 | Planitzer SC         | 5:2 (2:1)            | LSV Boelcke Krakau   | Planitz, Westsachsenkampfbahn      |
| 10. Mai 1942 | LSV Olmütz           | 0:1 (0:0)            | First Vienna FC 1894 | Olmütz, Ander-Stadion              |
| 10. Mai 1942 | SpVgg Blau-Weiß 90   | 3:1 (1:1)            | LSV Pütnitz          | Berlin, Stadion am Gesundbrunnen   |
| 10. Mai 1942 | SG SS Straßburg      | 2:0 (1:0)            | Stuttgarter Kickers  | Straßburg, Tivoli-Stadion          |
| 17. Mai 1942 | SV Werder Bremen     | 5:1 (3:0)            | SV Hamborn 07        | Bremen, Weserstadion               |

Per Freilos zogen SGO Litzmannstadt, Germania Königshütte, SpVg Breslau 02, Eimsbütteler TV, VfL Köln 99, Kickers Offenbach und 1. FC Schweinfurt 05 ins Achtelfinale ein.

## Achtelfinale
| Datum        |                      | Ergebnis             |                      | Stadion                                  |
| ------------ | -------------------- | -------------------- | -------------------- | ---------------------------------------- |
| 24. Mai 1942 | Kickers Offenbach    | 3:1 (2:0)            | VfL Köln 1899        | Frankfurt am Main, Stadion am Riederwald |
| 24. Mai 1942 | SG SS Straßburg      | 2:1 (0:0)            | 1. FC Schweinfurt 05 | Straßburg, Meinau-Stadion                |
| 24. Mai 1942 | Planitzer SC         | 2:1 n. V. (1:1, 0:1) | SpVg Breslau 02      | Planitz, Westsachsenkampfbahn            |
| 24. Mai 1942 | SV Dessau 05         | 0:3 (0:2)            | SpVgg Blau-Weiß 90   | Dessau, Schillerpark                     |
| 24. Mai 1942 | VfB Königsberg       | 8:1 (3:1)            | SGO Litzmannstadt    | Königsberg, Friedländer Torplatz         |
| 24. Mai 1942 | First Vienna FC 1894 | 1:0 (1:0)            | Germania Königshütte | Wien, Praterstadion                      |
| 24. Mai 1942 | FC Schalke 04        | 9:3 (4:0)            | 1. FC Kaiserslautern | Gelsenkirchen, Glückauf-Kampfbahn        |
| 24. Mai 1942 | SV Werder Bremen     | 4:2 (2:1)            | Eimsbütteler TV      | Bremen, Weserstadion                     |

## Viertelfinale
| Datum         |                      | Ergebnis  |                  | Stadion                           |
| ------------- | -------------------- | --------- | ---------------- | --------------------------------- |
| 07. Juni 1942 | First Vienna FC 1894 | 3:2 (0:0) | Planitzer SC     | Wien, Praterstadion               |
| 07. Juni 1942 | Kickers Offenbach    | 4:3 (1:2) | SV Werder Bremen | Frankfurt am Main, Waldstadion    |
| 07. Juni 1942 | FC Schalke 04        | 6:0 (3:0) | SG SS Straßburg  | Gelsenkirchen, Glückauf-Kampfbahn |
| 07. Juni 1942 | SpVgg Blau-Weiß 90   | 2:1 (0:0) | VfB Königsberg   | Berlin, Poststadion               |

## Halbfinale
| Datum         |                    | Ergebnis  |                      | Stadion                           |
| ------------- | ------------------ | --------- | -------------------- | --------------------------------- |
| 21. Juni 1942 | SpVgg Blau-Weiß 90 | 2:3 (0:2) | First Vienna FC 1894 | Berlin, Olympiastadion            |
| 21. Juni 1942 | FC Schalke 04      | 6:0 (4:0) | Kickers Offenbach    | Gelsenkirchen, Glückauf-Kampfbahn |

## Spiel um Platz 3
| Datum         |                    | Ergebnis  |                   | Stadion             |
| ------------- | ------------------ | --------- | ----------------- | ------------------- |
| 04. Juli 1942 | SpVgg Blau-Weiß 90 | 4:0 (1:0) | Kickers Offenbach | Berlin, Poststadion |

## Finale
| FC Schalke 04 | FC Schalke 04 | First Vienna FC 1894 | First Vienna FC 1894 |
| --- | --- | --- | -------------------- |
| FC Schalke 04 | \| Samstag, 4. Juli 1942 in Berlin (Olympiastadion) \| \| Ergebnis: 2:0 (2:0) \| \| Zuschauer: 90.000 \| \| Schiedsrichter: Fritz Bouillon (Königsberg) 00000Spielbericht Während Schalke in Bestbesetzung antreten konnte, mussten die Wiener auf drei Stammspieler verzichten. Trotz ihres Handicaps zeigte die Vienna in der Anfangsphase wenig Respekt vor dem Favoriten und stieß mit schnellem Flügelspiel gefährlich nach vorne. Doch schon in der 14. Minute nutzten die Knappen ihren ersten gelungenen Vorstoß durch Kalwitzki zum Führungstreffer. Anschließend musste Schalkes Torwart Flotho mehrere Wiener Torschüsse abwehren. Obwohl Wien dem Ausgleich nahe war, konnte Szepan drei Minuten vor der Halbzeitpause nach vorangegangener Traumkombination das 2:0 für die Gelsenkirchner erzielen. In der zweiten Spielhälfte stürmten die Wiener Spieler unentwegt in Richtung Schalker Tor. Schalke verließ sich jedoch auf seine sichere Defensive und brachte so die 2:0-Führung über die Zeit. Während der gesamten Spielzeit gehörte die Sympathie des Berliner Publikums ob ihres offensiven Spiels der Wiener Mannschaft, nach Spielschluss wurden die westdeutschen Schalker gnadenlos ausgepfiffen. \| | \| Samstag, 4. Juli 1942 in Berlin (Olympiastadion) \| \| Ergebnis: 2:0 (2:0) \| \| Zuschauer: 90.000 \| \| Schiedsrichter: Fritz Bouillon (Königsberg) 00000Spielbericht Während Schalke in Bestbesetzung antreten konnte, mussten die Wiener auf drei Stammspieler verzichten. Trotz ihres Handicaps zeigte die Vienna in der Anfangsphase wenig Respekt vor dem Favoriten und stieß mit schnellem Flügelspiel gefährlich nach vorne. Doch schon in der 14. Minute nutzten die Knappen ihren ersten gelungenen Vorstoß durch Kalwitzki zum Führungstreffer. Anschließend musste Schalkes Torwart Flotho mehrere Wiener Torschüsse abwehren. Obwohl Wien dem Ausgleich nahe war, konnte Szepan drei Minuten vor der Halbzeitpause nach vorangegangener Traumkombination das 2:0 für die Gelsenkirchner erzielen. In der zweiten Spielhälfte stürmten die Wiener Spieler unentwegt in Richtung Schalker Tor. Schalke verließ sich jedoch auf seine sichere Defensive und brachte so die 2:0-Führung über die Zeit. Während der gesamten Spielzeit gehörte die Sympathie des Berliner Publikums ob ihres offensiven Spiels der Wiener Mannschaft, nach Spielschluss wurden die westdeutschen Schalker gnadenlos ausgepfiffen. \| | First Vienna FC 1894 |
| FC Schalke 04 | Heinz Flotho – Heinz Hinz, Otto Schweisfurth – Hans Bornemann, Otto Tibulsky, Herbert Burdenski – Ernst Kalwitzki, Fritz Szepan, Hermann Eppenhoff, Ernst Kuzorra, Adolf Urban Cheftrainer: Otto Faist | Stefan Ploc – Otto Kaller, Willibald Schmaus – Vitus Kubicka, Ernst Sabeditsch, Franz Jaburek – Karl Bortoli, Karl Decker, Franz Holeschofsky, Karl Lechner, Franz Erdl Cheftrainer: Josef Blum | First Vienna FC 1894 |
| FC Schalke 04 | 1:0 Kalwitzki (14.) 2:0 Szepan (42.) | | First Vienna FC 1894 |
| Samstag, 4. Juli 1942 in Berlin (Olympiastadion) | | |                      |
| Ergebnis: 2:0 (2:0) | | |                      |
| Zuschauer: 90.000 | | |                      |
| Schiedsrichter: Fritz Bouillon (Königsberg) 00000Spielbericht Während Schalke in Bestbesetzung antreten konnte, mussten die Wiener auf drei Stammspieler verzichten. Trotz ihres Handicaps zeigte die Vienna in der Anfangsphase wenig Respekt vor dem Favoriten und stieß mit schnellem Flügelspiel gefährlich nach vorne. Doch schon in der 14. Minute nutzten die Knappen ihren ersten gelungenen Vorstoß durch Kalwitzki zum Führungstreffer. Anschließend musste Schalkes Torwart Flotho mehrere Wiener Torschüsse abwehren. Obwohl Wien dem Ausgleich nahe war, konnte Szepan drei Minuten vor der Halbzeitpause nach vorangegangener Traumkombination das 2:0 für die Gelsenkirchner erzielen. In der zweiten Spielhälfte stürmten die Wiener Spieler unentwegt in Richtung Schalker Tor. Schalke verließ sich jedoch auf seine sichere Defensive und brachte so die 2:0-Führung über die Zeit. Während der gesamten Spielzeit gehörte die Sympathie des Berliner Publikums ob ihres offensiven Spiels der Wiener Mannschaft, nach Spielschluss wurden die westdeutschen Schalker gnadenlos ausgepfiffen. | | |                      |